# フェクラマルクト - アッター湖地方線
フェクラマルクト - アッター湖地方線（ドイツ語: Lokalbahn Vöcklamarkt–Attersee）は、シュターン・ハッファール旅客交通の鉄道線の名称である。路線番号は180。

## 運行形態
快速と普通について説明する。

### 普通(R)
平日は1時間に1本、休日は2時間に1本の運行。春季・夏季には、一部増発される列車がある。フェクラマルクトで、101号線ザルツブルク方面、アトナンク方面の快速と接続する。
2017年以前は、ヒッピンク・コグルを通過する列車があった（下記、快速の名残）。2018年度に限り、朝のアッター湖行片道1本のみ、シュテッタムとパルムスドルフを通過していた。

### 過去の運行種別
- 快速(E)
平日の朝、片道1本のみ、フェクラマルクト→アッターゼー間に運行されていた。停車駅は、ヒッピンク・コグル以外の各駅であった。2015年12月以降、種別としては普通に格下げされたが、ほぼ同じダイヤで、停車駅も変わっていなかった。2018年度は各駅停車で運行されている。

## 駅一覧
以下では、オーストリア国鉄180号線の駅と営業キロ、停車列車、接続路線などを一覧表で示す。
- 種別
  - R：普通
- 停車駅
  - ■印：全列車停車
  - ●印：一部通過
  - ○印：一部停車
  - ｜印：全列車通過

| 路線名 | 駅名                                       | 駅間営業キロ | 累計営業キロ | R | 接続路線 | 所在地                   | 所在地             |
| ------ | ------------------------------------------ | ------------ | ------------ | - | -------- | ------------------------ | ------------------ |
| 180    | フェクラマルクト駅                         | -            | 0.0          | ■ | 101号線  | オーバーエスターライヒ州 | フェクラブルック郡 |
| 180    | ハイト駅                                   | 1.5          | 1.5          | ■ |          | オーバーエスターライヒ州 | フェクラブルック郡 |
| 180    | ヴァルヘン駅                               | 1.6          | 3.1          | ■ |          | オーバーエスターライヒ州 | フェクラブルック郡 |
| 180    | シュミトハム駅                             | 0.9          | 4.0          | ■ |          | オーバーエスターライヒ州 | フェクラブルック郡 |
| 180    | ヴァルスベルク駅                           | 2.2          | 6.2          | ■ |          | オーバーエスターライヒ州 | フェクラブルック郡 |
| 180    | ヒッピンク駅                               | 0.7          | 6.9          | ■ |          | オーバーエスターライヒ州 | フェクラブルック郡 |
| 180    | コグル駅                                   | 0.6          | 7.5          | ■ |          | オーバーエスターライヒ州 | フェクラブルック郡 |
| 180    | ザンクト・ゲオーゲン・イム・アッターガウ駅 | 1.5          | 9.0          | ■ |          | オーバーエスターライヒ州 | フェクラブルック郡 |
| 180    | ゼーニオレンハイム駅                       | 0.5          | 9.5          | ■ |          | オーバーエスターライヒ州 | フェクラブルック郡 |
| 180    | テアン駅                                   | 1.0          | 10.5         | ■ |          | オーバーエスターライヒ州 | フェクラブルック郡 |
| 180    | シュテッタム駅                             | 0.5          | 11.0         | ■ |          | オーバーエスターライヒ州 | フェクラブルック郡 |
| 180    | パルムスドルフ駅                           | 0.4          | 11.4         | ■ |          | オーバーエスターライヒ州 | フェクラブルック郡 |
| 180    | アッターゼー駅                             | 1.9          | 13.3         | ■ |          | オーバーエスターライヒ州 | フェクラブルック郡 |